# قلعه تاکدا
قلعه تاکدا (به ژاپنی: 竹田城, Takeda-jō) یک قلعه ویران در آساگو، هیوگو، استان هیوگو، ژاپن است. در شمال هیمه‌جی، هیوگو واقع شده‌است. یکی از صد قلعه برتر ژاپنی شناخته شده‌است.

## تاریخچه

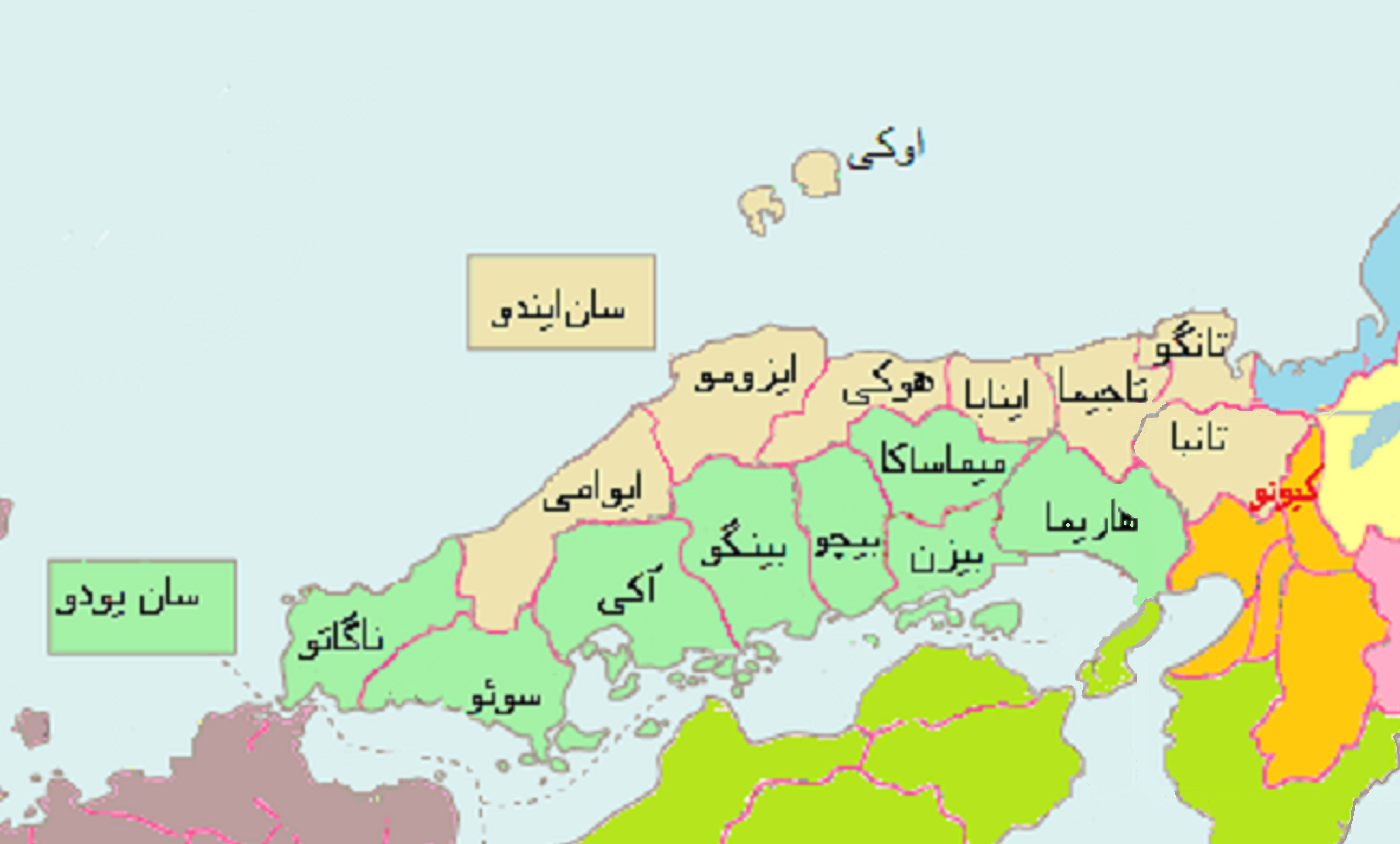

قلعه تاکدا ابتدا به عنوان «قلعه ایزوشی» در مرز بین ولایت تانبا و ولایت هاریما ساخته شد. این قلعه در سال ۱۴۴۱ توسط اوتاگاکی میتسوکاگه، ملازم یامانا سوزن، ارباب منطقه، ساخته شد.
در سال اول تنشو (۱۵۷۳)، کیکاوا موتوهارو (از خاندان موری) و سایر سپاهیان خاندان موری به سمت ولایت ایزومو، ولایت هوکی و ولایت اینابا حرکت کردند و ضمن شکست دادن ارتش خاندان آماگو به ولایت تاجیما نزدیک شدند. اوتا گاکه‌شی (صاحب قلعه تاکدا) که ملازم یامانا سوکه‌تویو، فرماندار ولایت تاجیما بود، تسلیم ارتش خاندان موری شد و سپس در ماه مه ۱۵۷۵، یامانا سوکه‌تویو به کیکاوا موتوهارو نامه نوشت و با وی اتحاد کرد. به نظر می‌رسید که این بحران گذشته‌است، اما وقتی آکای نائوماسا دایمیوی ولایت تانبا، که به وی «دیو سرخ تانبا» گفته می‌شد، در اکتبر همان سال قلعه تاکدا را اشغال کرد، یامانا سوکه‌تویو از اودا نوبوناگا کمک خواست و نوبوناگا نیز پاسخ داد. آکچی میتسوهیده به منظور ارسال اولین سپاه تسخیر ولایت تانبا (اولین نبرد قلعه کوروی) به این نحو اعزام شد و آکای نائوماسا به قلعه کوروی عقب‌نشینی کرد.

## نبرد قلعه تاکدا
سرانجام، هنگامی که رابطه بین نوبوناگا و خاندان موری به تدریج خراب شد، نوبوناگا تویوتومی هیده‌یوشی را به ولایت هاریما فرستاد. در اکتبر ۱۵۷۷، هیده‌یوشی با استقبال کورودا یوشیتاکا (امیر ولایت هاریما) روبرو شد و وارد قلعه هیمه‌جی شد. یک ماه بعد، هیده‌یوشی موفق شد از ژنرال‌های ولایت هاریما گروگان گرفته و آنان را مجبور به تابعیت کند. پس از آن، ارتش هیده‌یوشی به دو قسمت تقسیم شد و سپاه اصلی به رهبری هیده‌یوشی به قلعه کوزوکی حمله کرد و تویوتومی هیده‌ناگا، برادر کوچک هیده‌یوشی، ۳۰۰۰ سرباز را برای پیشروی به ولایت تاجیما رهبری کرد.
در «سایت تاریخی ویرانه‌های قلعه تاکدا» توضیح داده شده‌است که ممکن است سپاه هیده‌یوشی دو هدف داشته، یکی سرکوب ژنرال‌های ولایت تاجیما که تابع ارتش خاندان موری شده بودند و دیگری تأمین امنیت معدن نقره ایکونو نیز به نظر می‌رسد هدف بوده‌است. قلعه تاکدا در قلمروی معدن نقره ایکونو بود و اولین هدف سپاه هیده‌یوشی قرار گرفت. در ماه نوامبر، سپاه هیده‌یوشی از گردنه مایومی به تاجیما حمله کرد، ابتدا به قلعه ایواسو د و سپس به قلعه تاکدا حمله کرد.
قلعه در سال ۱۵۷۷ توسط تویوتومی هیده‌یوشی در جریان نبردهای وی در ولایت تاجیما فتح شد. سپس تحت کنترل برادر کوچکتر وی یعنی تویوتومی هیده‌ناگا قرار گرفت. آکاماتسو هیروهیده، آخرین ارباب قلعه، در سال ۱۶۰۰ در نبرد سکیگاهارا در ۱۶۰۰ در کنار توکوگاوا ایه‌یاسو جنگید. اما سپس مرتکب هاراکیری شد و قلعه متروکه شد.